# Smeringopus corniger
Smeringopus corniger is een spinnensoort uit de familie trilspinnen (Pholcidae). De soort komt voor in Kameroen.